# Жалагаш (Алматинская область)
Жалагаш (каз. Жалағаш, до 2024 года — Жаланаш) — село в Кегенском районе Алматинской области Казахстана. Административный центр Жаланашского сельского округа.

## География
Находится примерно в 45 км к западу от села Кеген, административного центра района, на высоте 1735 метров над уровнем моря. Код КАТО — 195837100.

## История
Станица Джаланашская (Поливановская) основана в 1910 году. В 1913 году состояла из 69 дворов, входила в состав Кольджатского участка Джаркентского уезда Семиреченской области.
В 1943—1963 годах Жаланаш был центром Кегенского района.
В селе Жаланаш родилась Светлана Ашимханова — литературовед и переводчик.

## Население
В 1999 году население села составляло 4076 человек (2004 мужчины и 2072 женщины). По данным переписи 2009 года, в селе проживало 3691 человек (1831 мужчина и 1860 женщин).